# Kujavy
Kujavy (niem. Klantendorf) – gmina w Czechach, w powiecie Nowy Jiczyn, w kraju morawsko-śląskim. Według danych z dnia 1 stycznia 2012 liczyła 559 mieszkańców.
Miejscowość po raz pierwszy wzmiankowana została w 1337 roku. Pierwotnie należała do księstwa opawskiego, lecz jako część klucza fulneckiego w 1480 roku została przepisana do Moraw.
Według austriackiego spisu ludności z 1900 roku Kujawy (bez Pohořílków) miały 827 mieszkańców, z czego zdecydowana większość była niemieckojęzycznymi katolikami.